# The Escapists 2
The Escapists 2 (укр. Утікачі 2) — стратегічна рольова відеогра про втечі з різних місць ув'язнення, розроблена та випущена великобританськими компаніями «Mouldy Toof Studios» та «Team17» відповідно; є повноцінним продовженням першої частини серії — «The Escapists». Відеогра була вперше представлена 1 жовтня 2016 року, а 22 серпня 2017 року була офіційно випущена для Microsoft Windows, macOS, Linux, PlayStation 4 та Xbox One. Упродовж наступних років відеогру портували для Nintendo Switch у січні 2018-го, а також для iOS та Android у січні 2019-го.
Гравець/-чиня у відеогрі керує злочинцем/-ницею, що планує свою втечу з місця ув'язнення. Для втілення своїх планів головний персонаж може створювати необхідні йому предмети та обладнання, поліпшувати власні навички, а також взаємодіяти з іншими в'язнями, охоронцями чи різними відвідувачами, виконуючи їхні завдання, обмінюючись тощо. Порівнюючи з попередньою частиною, у відеогрі з'явилися пересувні в'язниці та багатокористувацький режим, а також The Escapists 2 отримала поліпшені графіку та анімацію.
Після випуску відеогра отримала схвальні відгуки від оглядачів. Вони відзначали, що друга частина значно перевершує попередню у всіх вимірах, також вони вітали появу очікуваного багатокористувацького режиму. Серед іншого оглядачі відзначали спрощений інтерфейс, хороші звуковий супровід і музику. Найбільшими вадами відеогри різні оглядачі називали повторюваність ігрового процесу у тривалому проходженні, інколи незручне керування персонажем, а також дещо завищену складність.
Для The Escapists 2 розробили та випустили три доповнення: Wicked Ward (жовтень 2017), Big Top Breakout (лютий 2018) та Dungeons and Duct Tape (травень 2018). Кожне додало по одній новій тематичній карті. У грудні 2019 року видавець відеогри поділився інформацією щодо випуску спін-офу до серії під назвою «The Survivalists» — відеогри, де, на відміну від оригіналу, головний акцент побудований довкола виживання персонажа у екстремальних умовах. Відеогра має вийти 9 жовтня 2020 року для різних операційних систем, а також Nintendo Switch, PlayStation 4 та Xbox One.

## Ігровий процес
За жанром The Escapists 2 є стратегічною рольовою відеогрою, де гравець/гравчиня керує злочинцем/злочинницею у різних місцях ув'язнення. Весь ігровий процес побудований довкола створення персонажем можливостей для власної втечі. The Escapists 2 не має чіткого сюжету, окрім коротких кат-сцен, пов'язаних з обраним місцем ув'язнення.
Відеогра розпочинається зі створення власного персонажа. Гравець має змогу змінювати тип обличчя, наявність та стиль зачіски, бороди, головного убору та окулярів свого героя чи героїні. Можливо створити одночасно кількох персонажів. Починаючи гру варто також обрати місце ув'язнення та режим проходження. Графіка та деталізованість в'язниць, персонажів та інтерфейсу зазнали значних поліпшень, порівнюючи з попередньою частиною. До випуску оновлень та доповнень відеогра всього мала десять повноцінних мап для проходження (одинадцять з урахуванням навчальної). Вони поділяються на дві категорії: звичайні в'язниці та пересувні. Якщо перші були представлені ще у першій частині, то другі стали одним із головних нововведень The Escapists 2. Пересувні в'язниці є короткими та невеликими за розмірами мапами, де шанс викриття охоронцями вище. Вони відрізняються від звичайних також обмеженими способами втечі та підвищеною динамічністю. Прикладом може слугувати мапа в'язничного потягу, з якої гравець має втекти за певний час, допоки не прибуде до місця ув'язнення, маючи не більше двох можливостей втілити це. Змін також зазнали й звичайні в'язниці. Відтепер, події у місцях ув'язнення відбуваються не лише на першому поверсі, а й на другому, третьому та четвертому, залежно від особливостей в'язниці. З оновленнями розробники також дали гравцям можливість створювати власні мапи для проходження, додавши вбудований редактор в'язниць.

### Основи та взаємодія зі світом
З'явившись у місці ув'язнення гравець, окрім планування втечі, обов'язковим чином має дотримуватися свого в'язничного розпорядку дня. Необхідно відвідувати ранішні та вечірні зібрання (переклики), заняття з фізкультури, душ, їдальню у час сніданку, обіду та вечері, а також виконувати власну роботу чи навідуватись до місць контролю за роботою. Не відвідання того чи іншого заходу у потрібний час збільшуватиме рівень спостереження за героєм/героїнею та зменшуватиме довіру та відносини з охоронцями. Якщо бодай один з ув'язнених не з'явиться у заявлену годину на переклик, уся в'язниця автоматично перейде у стан надзвичайної ситуації, яка не скінчиться допоки порушника не буде виявлено та захоплено. Розпорядок доби, як і види занять, можуть змінюватися залежно від обраного місця ув'язнення. Окрім виконання щоденної рутини, гравець може займатися й іншими справами. Головний герой хоч і є ключовим персонажем відеогри, не є єдиним ув'язненим на кожній мапі. В'язниці живуть власним життям та мають другорядних в'язнів, керованих штучним інтелектом. Вони здатні взаємодіяти один з одним, обмінюватися речами, влаштовувати бійки та давати гравцеві різноманітні доручення та завдання. Виконання завдань є однією з побічних можливостей гравця на шляху до втечі, за які він може заробляти гроші чи отримувати іншу винагороду, наприклад, поліпшувати стосунки з персонажем чи дізнатися новий спосіб втечі. На відміну від першої частини, для завдань додали спеціальну помітку на мінімапі. Вона вказує на камери персонажів, які необхідно оглянути, місцеперебування в'язнів, яких необхідно відлупцювати чи яким потрібно щось передати тощо.
Шукаючи та обмірковуючи способи втечі з місця ув'язнення гравцеві також необхідно вдосконалювати свого персонажа. Головними властивостями кожного персонажа у The Escapists 2 є сила, фізичний стан та інтелект. Якщо сила та фізичний стан впливають більше на взаємодію із середовищем (силу ударів та швидкість пересування), то від інтелекту напряму залежить кількість доступних для майстрування речей. І хоча деякі потрібні предмети для втечі можливо знайти, обшукуючи камери інших персонажів, а також під час обміну, та прокачування трьох вмінь є важливим, якщо гравець планує працевлаштувати свого персонажа, оскільки різні види роботи потребують різного рівня навичок. Як і властиво рольовим відеоіграм, прокачування персонажа відбуватиметься тоді, коли той виконуватиме відповідну дію. Щоб вдосконалювати силу та фізичний стан свого персонажа необхідно робити підтягування, силові тренування та інші фізичні вправи. А для збільшення рівня інтелекту варто читати книжки у в'язничній книгозбірні. Почавши займатися фізичною вправою або читати книжку, запускається мінігра, де гравцеві необхідно вчасно натискати чи затискати вказані клавіші/кнопки у правильному порядку.
Суттєвих поліпшень отримала система створення предметів. Вона стала інтуїтивно зрозумілішою та почала показувати гравцеві всі потрібні матеріали для виготовлення того чи іншого предмету, на відміну від першої частини, де всі предмети доводилося створювати з пам'яті. Панель майстерні може використовуватися гравцем для створення чи поліпшення спорядження, речей на обмін чи для завдань тощо. Потрібні матеріали можливо отримувати кількома способами: перший — оглядаючи камери чи обшукуючи тіла несвідомих охоронців і в'язнів; другий — обмінюючись товарами з в'язнями чи виконуючи їхні доручення. Для обміну головному героєві знадобляться гроші, які він може заробити на роботі чи отримати за виконання завдань. Маючи хороші стосунки з в'язнями, які обмінюються товарами, гравець може купувати предмети за нижчими цінами.

### Головна ціль та способи її досягнення
Ціль гравця/гравчині як і в попередній частині полягає у втечі з місця ув'язнення за якомога менший час та якомога цікавішим способом. Найтиповіший спосіб втечі зі звичайної в'язниці — прорватися за її межі, проривши підкоп лопатою, перелізши з мотузкою чи зруйнувавши стіну, що відділяє персонажа від свободи. Окрім цього кожна в'язниця має власні особливі способи для втечі. Як-от змайструвати імпровізовану морквину на мапі в'язничного потягу, щоб підкликати коня та втекти. Серед іншого, відеогра дозволяє гравцеві переміщуватися в'язницею через вентиляцію, маскуватися під охоронців, прокладати таємні шляхи, ховати та обмінювати контрабандні речі тощо. Кожна мапа поділяється на відкриті та закриті зони. Залежно від години дня деякі зони можуть бути без нагляду та ставати доступними, водночас інші — закритими та добре охоронятися. Якщо персонажа гравця піймають у закритій зоні чи за інших обставин, залежно від рівня суворості в'язниці, головного героя чи героїню буде відправлено до окремої ізоляційної камери або до медичного пункту. Також охоронці вилучать всі заборонені (контрабандні) товари. Певні контрабандні товари можна ховати у власній камері, однак переховування вкрадених ключів, зброї тощо переводить в'язницю у надзвичайний стан.
The Escapists підтримувала лише однокористувацьку гру, однак в другій частині також з'явилися кооперативний та змагальний режими. У першому гравці мають співпрацювати та допомагати один одному, маючи на меті — втекти разом. Деякі в'язниці мають закриті місця, доступ до яких можливо отримати лише працюючи разом. Водночас у змагальному режимі кожен із гравців має втекти з місця ув'язнення власними зусиллями, а той, хто зробить це першим — переможе.

## Розроблення
The Escapists 2, як і попередня частина, розроблювалася британською компанією «Mouldy Toof Studios» та була випущена Team17. Продажами відеогри на роздріб займалася компанія «Sold Out». Уперше розробники представили свої напрацювання 1 жовтня 2016 року, оприлюднивши перший трейлер проєкту. Вони розповіли про нововведення та особливості нової частини, а також повідомили, що планують випустити відеогру 2017 року для персональних комп'ютерів та консолей. За місяць до офіційного анонсу стало відомо, що Mouldy Toof Studios була придбана видавцем відеогри за 16,5 мільйонів доларів США, перетворившись на її дочірню студію. Упродовж наступного року видавець поширював промоційні відеоролики, знімки екрану та супутню інформацію про другу частину, зокрема показував нові мапи та їхні особливості.
2017 року Team 17 розповіла, що відеогру спершу випустять для запланованих платформ, а згодом і для Nintendo Switch. У липні того ж року компанія оголосила дату виходу відеогри. The Escapists 2 була випущена 23 серпня 2017 року для Microsoft Windows, macOS та Linux, а також для PlayStation 4 та Xbox One. Ті, хто придбали відеогру дочасно отримали в дарунок перше доповнення під назвою «Glorious Regime», яке вийшло разом із відеогрою та додало нову в'язницю. У грудні 2017-го було повідомлено дату виходу версії відеогри для Nintendo Switch, заплановану на січень наступного року. 11 січня 2018 року The Escapists 2 стала доступною для Nintendo Switch.
17 січня 2019 року розробники та видавець повідомили, що незабаром відеогра з'явиться на смартфонах, оприлюднивши трейлер із зазначенням дати виходу. The Escapists 2: Pocket Breakout була випущена для Android та iOS 31 січня 2019 року. Усього для відеогри розроблено три доповнення: «Wicked Ward», «Big Top Breakout» та «Dungeons and Duct Tape» — кожне з яких додало по одні новій тематичній в'язниці.

## Доповнення
| Назва                  | Назва                        | Дата виходу    | Опис                                                                          | Дж.    |
| Оригінал               | Українською                  | Дата виходу    | Опис                                                                          | Дж.    |
| ---------------------- | ---------------------------- | -------------- | ----------------------------------------------------------------------------- | ------ |
| Glorious Regime        | Славетний режим              | 22 серпня 2017 | Додано нову в'язницю.                                                         | [ 26 ] |
| Wicked Ward            | Н/Д                          | 24 жовтня 2017 | Додано нову в'язницю, сюжетно та тематично пов'язану зі святкування Геловіну. | [ 36 ] |
| Big Top Breakout       | Н/Д                          | 21 лютого 2018 | Додано нову в'язницю, стилізовану під цирк.                                   | [ 37 ] |
| Dungeons and Duct Tape | Підземелля та клейка стрічка | 9 травня 2018  | Додано нову в'язницю.                                                         | [ 38 ] |

## Сприйняття
Відеогра отримала схвальні відгуки від гравців та оглядачів. Так, на аналітичних вебсайтах «Metacritic» та «OpenCritic» вона в середньому здобула 75 балів зі 100 можливих на основі 12 та 65 оглядах відповідно. За даними OpenCritic, 61 % з усіх оглядачів радить зіграти в The Escapists 2. На платформі цифрової дистрибуції «Steam» відеогра була дуже схвально сприйнята користувачами сервісу: серед понад десяти тисяч відгуків — 88 % є позитивними. Оглядачі вказували, що відеогра зазнала неабияких поліпшень, порівнюючи з першою частиною. Приємна графіка, нові особливості ігрового процесу разом зі зміненою системою створення предметів, поява пересувних в'язниць та багатокористувацького режиму, а також хороший звуковий супровід і спрощений інтерфейс стали головними перевагами The Escapists 2. Водночас різні оглядачі зазначали, що з мірою проходження відеогра може ставати надто повторюваною, керування персонажем інколи буває незручним, а складність відеогри може бути невиправдано завищеною.
«The Escapists 2 перевершує оригінал у всіх аспектах. Відчувається, що Moldy Toof засвоїла уроки попередньої частини та вдало використала їх на власну користь» — підсумував у своєму огляді Аран Судді (англ. Aran Suddi) для видання «TheSixThaxis» (9/10). Він відзначив, що відеогра не стала легшою та продовжує створювати виклики для гравця/гравчині. «Коли мова йде про візуальний дизайн The Escapists 2, то він перевершує оригінальний. Інтерфейс та вкладки виглядають охайніше, тоді як спрайти не здаються такими грубими по краях, коли порівнювати з попередніми аналогами. Звуковий супровід та музика також добре поєднується у різних оточеннях, з мелодіями, що відповідають тематиці в'язниці» — зазначав Аран Судді, розповідаючи про переваги відеогри. Серед іншого він також схвально відгукнувся про появу пересувних в'язниць та багатокористувацького режиму. Водночас, Судді зазначав, що час від часу ігровий процес стає повторюваним.
Схвально про відеогру також відгукувалися Анхель Ламас (ісп. Ángel Llamas) та Аарон Мейн (англ. Aaron Main) у своїх оглядах для IGN Spain (8.2/10) та GamingBolt (8/10) відповідно. «Гарний стиль графіки, цікаві ігроладні механіки, захоплюючий багатоосібний режим, — розповідав Аарон Мейн про головні переваги проєкту, підсумувавши свій огляд наступним: У The Escapists 2 є багато чим вдовольнитися: від оновленої системи створення предметів до веселих викликів та цікавих сценаріїв втечі, ця гра створена для стратегів-хардкорників і не буде легкою для всіх». Найголовнішою вадою відеогри Мейн називає її завищену складність. «Mouldy Toof Studios дослухалася до своєї спільноти, втіливши всі ці покращення, з якими гра виглядає повною та завершеною» — ділився враженнями Анхель Ламас у підсумку свого огляду. Розповідаючи про якість графіки, він вказував, що вона стала витонченішою та деталізованішою, а для її створення використовували значно ширшу палітру кольорів. Також Ламасу сподобалося, що розробники додали помітки на мінімапі для завдань. На його думку, це покращило загальний ритм гри та позбавило гравця/гравчині зайвої тяганини.
Кімберлі Воллес (англ. Kimberley Wallace), яка написала огляд для Game Informer (7/10), також відзначала численні поліпшення, однак вона наголошувала, що певні дизайнерські рішення псують загальне враження від проходження: «Покращення, порівнюючи з попередньою грою, чималі та особливі, проте часті втрати прогресу та відсутність ручних збережень заважають експериментувати». «Коли ви знайдете необхідний вам предмет або вас дивом не помітив охоронець у грі, це неймовірно бадьорить. Однак монотонність збирання предметів та виконання завдань для інших в'язнів закислюють загальне враження, та й неоковирне керування не поліпшує ситуацію» — розповідала оглядачка про вади другої частини. На її думку, попри суттєві покращення якості графіки, загальний стиль зміг зберегти приємне ретро-відчуття з першої частини. Також Воллес схвально відзначала появу багатокористувацького режиму.

## Подальший розвиток франшизи
У грудні 2019 року під час спеціального заходу Nintendo, спрямованого на показ та представлення інді-проєктів, Team17 анонсувала спін-офф франшизи під назвою «The Survivalists» — однокористувацької та кооперативної відеогри жанру симулятора виживання, побудованої у тому ж всесвіті, що й дві частини The Escapists. У The Survivalists гравцям доведеться шукати їжу, споруджувати прихисток, інструменти та інші речі, досліджувати закинуті корінним населенням храми тощо. Під час заходу було показано перший трейлер проєкту. Відеогра має вийти 9 жовтня 2020 року для персональних комп'ютерів, Nintendo Switch, PlayStation 4 та Xbox One. 15 червня 2020-го під час IGN Expo було представлено бета-версію відеогри.